# Абрамов Олександр Кузьмич
Олександр Кузьмич Абрамов (рос. Александр Кузьмич Абрамов; нар. 26 травня 1952, Москва, СРСР — 17 травня 1993, Волгоград, Росія) — радянський футболіст та тренер.

## Кар'єра гравця
Вихованець команди «Динамо» (Люберці). Футболну кар'єру розпочав 1930 року в клубі «Динамо-Трудкомуна № 1» (Болшево). По ходу сезону 1934 року перейшов до московських «Крил Рад». З 1936 по 1940 рік виступав за аматорську команду «Крила Рад-клубна» (Москва). Футбольну кар'єру завершив 1941 року у футболці московських «Крил Рад».

## Кар'єра тренера
Тренерську діяльність розпочав ще будучи футболістом. З серпня 1934 року по 1941 рік працював тренером у команді «Крила Рад» (Москва).
У 1947 році Абрамов, який багато зробив для становлення в Куйбишеві футбольної команди в роки німецько-радянської війни та післявоєнний період, очолив місцеву команду «Крила Рад». У 1951 році під його керівництвом «Крила Рад» домоглися найвищого результату в чемпіонатах СРСР — 4-е місце. До початку чемпіонату 1951 року Абрамову вдалося створити зіграний футбольний колектив. Стабільність складу дозволяла «Крилам Рад» на високому рівні проводити більшість матчів. Найважливішу роль в успіху команди зіграла оригінальна тактика команди, розроблена тренерським штабом, й заснована на підвищеному рівні фізичної підготовки футболістів з відповідною самовіддачею та працездатністю в матчах. Цей метод дозволив головному тренеру домогтися того, що всі гравці встигали брати участь і в захисті, і в нападі, а команда успішно протистояла найсильнішим колективам країни. У термінології журналістів та вболівальників ця тактика отримала назву «волзька защепка».
У проміжку між двома етапами роботи в Куйбишеві (1947-1952 та 1958-1960) керував командою класу «А» «Трудові резерви» (Ленінград), а пізніше очолював «Трудові резерви» (Ворошиловград).
У 1961 році очолюваний Абрамовим «Трактор» (Волгоград) зайняв 3-е місце в класі «Б» СРСР (РРФСР, 3 зона), а в 1962 — 2-е й добився переходу в Другу групу класу «А». Завдяки цьому успіху тренера запросили до клубу Вищої ліги (перша група класу «А») «Арарат» (Єреван), але за підсумками чемпіонату СРСР 1963 року клуб зайняв 18-те місце та потрапив у зону вильоту.
У наступному році вирішувати завдання швидкого повернення до вищої ліги Абрамову довелося з іншим клубом-невдахою 1963 року — ташкентським «Пахтакором». У перший же рік команда досягла бажаного: посівши 3-є місце у другій групі, «Пахтакор» повернувся в першу.
У 1965-1979 роках, з перервами, Абрамов працював завідувачем кафедрою футболу Волгоградського інституту фізкультури. У 1972-1973 роках головний тренер місцевої команди «Барикади», яка виступала у Другій лізі СРСР.